# Sierra de Santa Cruz (bergskedja)
Sierra de Santa Cruz är en bergskedja i Guatemala.   Den ligger i departementet Departamento de Izabal, i den centrala delen av landet, 180 km nordost om huvudstaden Guatemala City.